# Бомбардиране на Белград (1944)
Вижте пояснителната страница за други значения на бомбардировки на Белград.
Белград е бомбардиран през 1944 г. от англо-американските военновъздушни сили по време на Втората световна война общо 11 пъти.
Инфраструктурата на Белград е бомбардирана три пъти през април 1944 г., два пъти през май 1944 г., след което по един път през юни и юли 1944 г., и четири пъти през септември 1944 г.
Според германски следвоенни оценки убитите при бомбардировките на Белград и околността през 1944 г. са около 4000 души, а според американски оценки на посолството на САЩ – 2271. В сравнение с германските бомбардировки, материалните щети причинени от тези през 1944 г. са над два пъти по значими спрямо 1941 г.
Сръбското четническо движение на Дража Михайлович, в лицето на Слободан Йованович, също принципно дава съгласието си за бомбардировките на Белград през 1944 г.